# Сквозь огонь (фильм)
«Сквозь огонь» — советский фильм 1982 года режиссёра Леонида Макарычева по мотивам одноимённой повести Александра Попова.

## Сюжет
В начале Великой Отечественной войны ленинградец Павлик и его мать оказались на оккупированной территории. Когда по доносу полицая Зуева (Валентин Букин) мать арестовали, Павлик пешком пошёл в Ленинград, но попал к местной учительнице (Татьяна Бедова). Муж учительницы — партизан-разведчик, бывший участковый милиционер Савелий (Алексей Булдаков) привёл мальчика в отряд, где он тоже становится разведчиком. Вернуться в осаждённый Ленинград Павлу удаётся через линию фронта с партизанским продовольственным обозом для голодающих жителей города.

## В ролях
- Боря Кричевский — Павлик Комаров
- Алексей Булдаков — Савелий, партизан
- Татьяна Бедова — Панечка, учительница, жена Савелия
- Александр Суснин — Тимофеев Григорий Палыч, староста
- Георгий Штиль — Митрич, мельник
- Валентин Букин — Зуев Игнатий, старший полицай
- Наталия Дмитриева — Клавдия
- Михаил Семёнов — Полицай
- Эра Зиганшина — мать Павлика Комарова
- Светлана Киреева — Дарья
- Валентина Смирнова — Анна, жена Тимофеева
- Елена Павловская — «Фрейлин»
- Юрий Эллер — немецкий солдат с фотоаппаратом
- Александр Юдин — немецкий солдат с патефоном

## Съёмочная группа
- Автор сценария — Альбина Шульгина
- Режиссёр-постановщик — Леонид Макарычев
- Оператор-постановщик — Александр Чиров
- Художник-постановщик — Алексей Федотов
- Композитор — Владислав Кладницкий

Роль партизана Савелия — первая роль Алексея Булдакова в кино.

## Съёмки
Фильм снимался в посёлке Лыкошино Бологовского района Тверской области и в окрестных деревнях. В фильме в массовых сценах снимались жители посёлка.